# Пагацано
Пагаца̀но (на италиански: Pagazzano; на ломбардски: Pagasà, Пагаса) е село и община в Северна Италия, провинция Бергамо, регион Ломбардия. Разположено е на 126 m надморска височина. Населението на общината е 2083 души (към 2017 г.).